# روني هنري
روني هنري (بالإنجليزية: Ronnie Henry)‏ (2 يناير 1984 المملكة المتحدة - ) هو لاعب كرة قدم بريطاني يلعب كمدافع.

## وصلات خارجية
روني هنري على موقع قاعدة بيانات كرة القدم.إي يو (الإنجليزية)
- روني هنري على موقع Soccerbase.com (لاعب) (الإنجليزية)